# Trochetia
Trochetia  es un género de fanerógamas con 18 especies perteneciente a la familia Malvaceae. 

## Especies seleccionadas
| - Trochetia blackburniana - Trochetia boivini - Trochetia boutoniana - Trochetia candolleana - Trochetia contracta - Trochetia decanthera - Trochetia erythroxylon - Trochetia grandiflora - Trochetia granulata | - Trochetia laurifolia - Trochetia melanoxylon - Trochetia parviflora - Trochetia pentaglossa - Trochetia richardi - Trochetia serrata - Trochetia thouarsii - Trochetia triflora - Trochetia uniflora |